# Aleiodes aestuosus
Aleiodes aestuosus är en stekelart som först beskrevs av Henry J. Reinhard 1863.  Aleiodes aestuosus ingår i släktet Aleiodes och familjen bracksteklar. Inga underarter finns listade i Catalogue of Life.